# (73757) 1994 CH10
(73757) 1994 CH10 – planetoida z pasa głównego asteroid okrążająca Słońce w ciągu 5,77 lat w średniej odległości 3,22 j.a. Odkryta 7 lutego 1994 roku.